# Roeping van het Westen
Roeping van het Westen is een in 1968 verschenen bundeling van samenhangende essays van Max Lamberty (1893-1975).

## Toelichting
In een twaalftal hoofdstukken tracht de auteur een omschrijving te geven van de meest kenmerkende wezenstrekken van de westerse cultuur en te peilen naar de bestemming van deze cultuur in de toenmalige geschiedkundige context, te weten de confrontatie tussen de twee grootmachten namelijk de toenmalige Sovjet-Unie en de Verenigde Staten.
De auteur stelt dat de studie van de cultuur en van al wat er verband mee houdt, de tegenstellingen en de spanningen, een eerste vereiste is voor al wie een maatschappij en haar problemen tracht te doorgronden. Immers de cultuur is organisch verbonden met de gehele maatschappij waarin zij ontstaat. Zij is wat de geest als waardevol beschouwt en op het terrein wil verwezenlijken als een gemeenschappelijke bestaanswaarde die indien bedreigd, dient verdedigd. Deze som van waarden bepaalt de inhoud van wetboeken als een minimum aan moraal.
Dit thema ontwikkelt de auteur in twee delen. Deel I omvat een historische terugblik. In deel II gaat hij verder in op de politieke actualiteit van de jaren 60 van de 20e eeuw met een formulering van een antwoord en alternatief vanuit de unieke boodschap van de grootheid en de roeping van de westerse cultuur.

## Inhoud
Deel I
- Wat is Westerse cultuur?
- Het antwoord van de geschiedenis
- Een geestelijke crisis en haar kettingreacties
- Nieuwe stuwkrachten
- De verdringing van het enkelvoudige door het meervoudige
- Strijd en verzoening

Deel II
- Voorbestemming van het Westen
- De nieuwe tegenstelling
- Het pluralistische Westen
- Het absolute Oosten
- Over en om de tegenstellingen
- Grootheid en roeping van het Westen

## Boekgegevens
- Max Lamberty, Roeping van het Westen, 1968, Uitg. Sciptoria, Antwerpen, 282 blz.